# Bevanella
Il Bevanella è un fossato della Romagna centrale che raccoglie le acque di scolo delle zone agricole di Casemurate e San Zaccaria in provincia di Ravenna e poi funge da canale di bonifica della ex Valle Standiana.
Sfocia nel Bevano presso la Pineta di Classe, vicino a un lago di pesca sportiva dal nome omonimo.